# Burnmouth

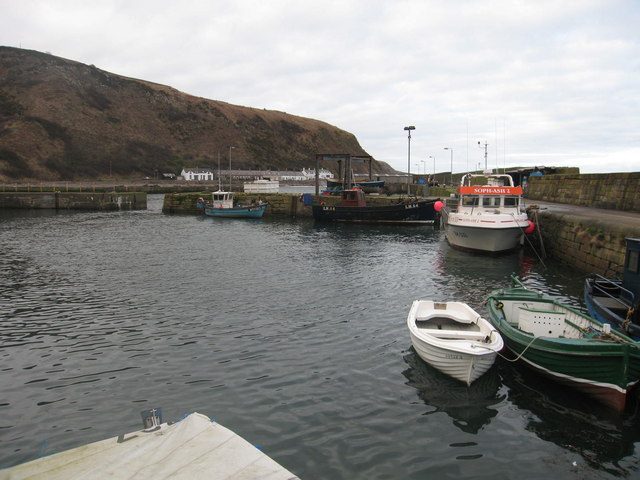
Puerto de Burnmouth

Burnmouth es un pequeño pueblo pesquero adyacente a la carretera A1 en la costa este de Escocia. Es el primer pueblo en Escocia en la A1, después de cruzar la frontera con Inglaterra. Burnmouth está localizado en la Parroquia de Ayton, en el concejo de Scottish Borders en Escocia, y gobernado por el mismo.
Burnmouth se sitúa en el punto donde una corriente de agua corta a través de los altos acantilados que surcan esta costa en la ruta al mar. Pudo haber habido un molino aquí en la Edad Media, pero poco más hasta que se construyó un puerto de pesca en 1830, más tarde extendido en 1879 y 1959. El ferrocarril de la Línea Principal de la Costa Este pasa a lo largo de la parte superior del acantilado, y Burnmouth tuvo una estación de ferrocarril de 1846 a 1962. El Camino Costero Berwickshire es cercano.

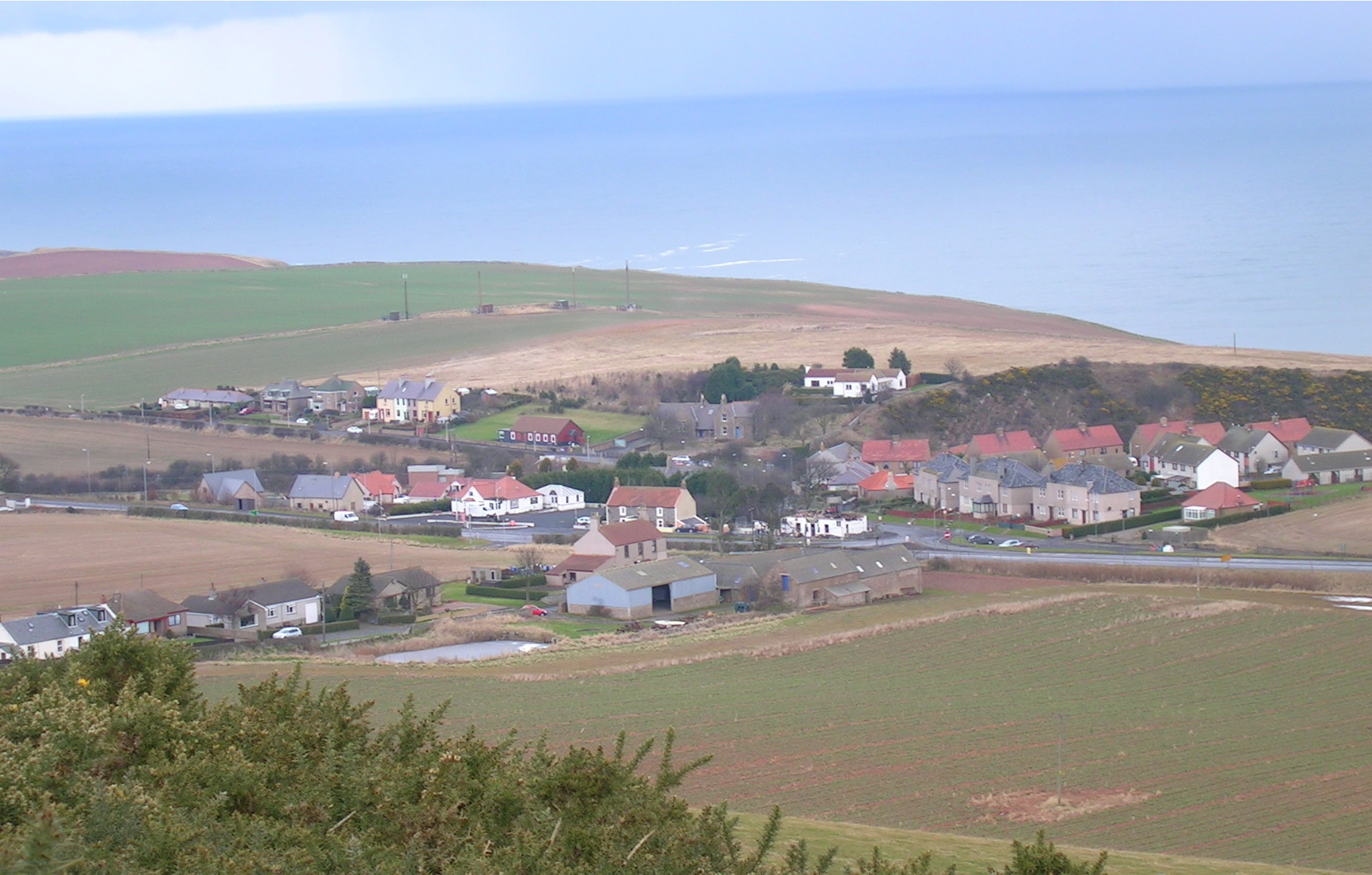
El Alto Burnmouth

Burnmouth está dividida en dos zonas: el Alto Burnmouth  y el Bajo Burnmouth. El Alto Burnmouth está situado en la parte superior del acantilado. El Bajo Burnmouth está escondido en el pie de acantilado y se extiende a lo largo de la playa.

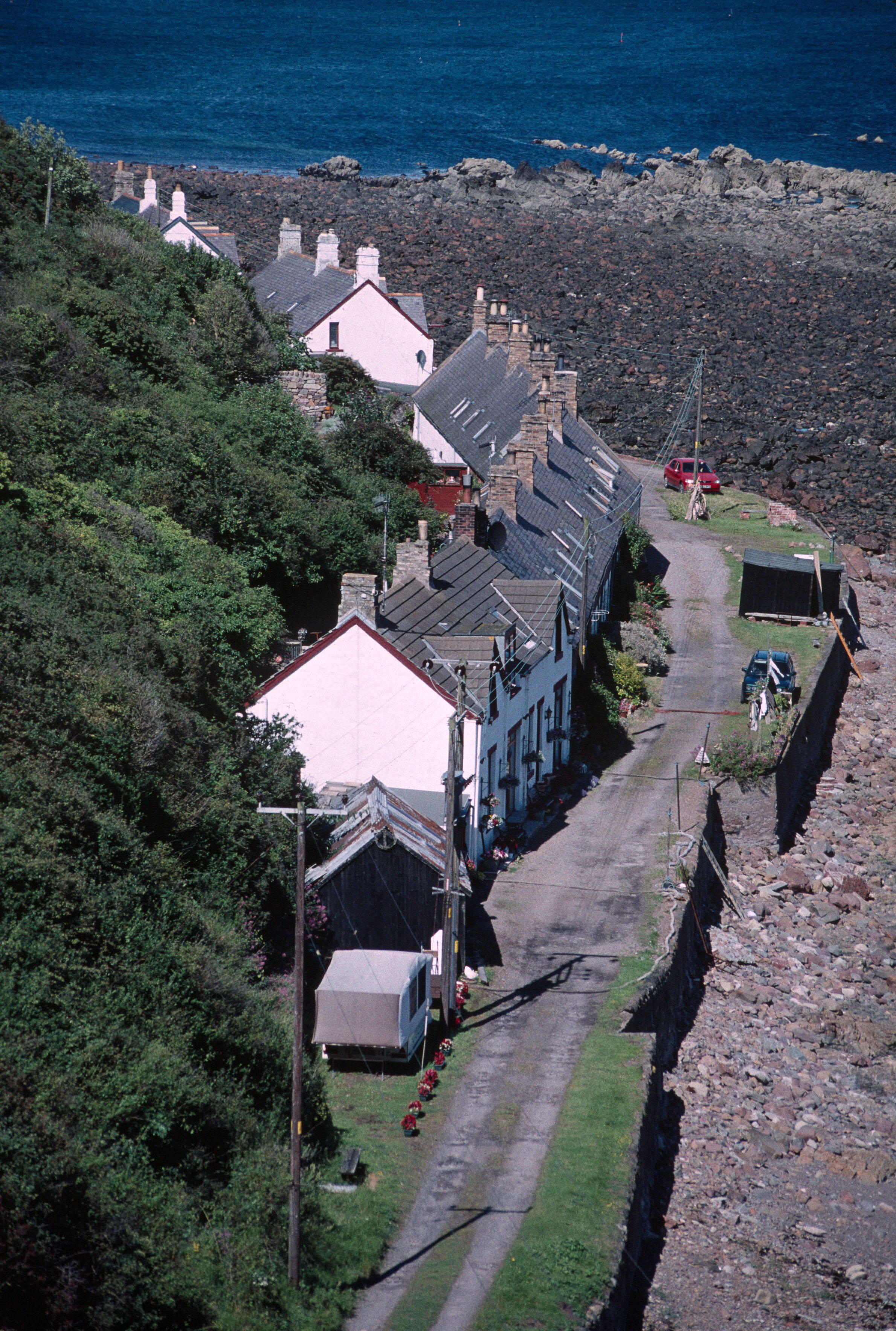
Partanhall

El Bajo Burnmouth está además dividido en cuatro comunidades más pequeñas: El Bajo Burnmouth, Partanhall, Cowdrait y Ross. El Bajo Burnmouth se asienta junto al puerto y Partanhall está localizado al norte. Cowdrait está al del sur del puerto. La comunidad minúscula de Ross está localizada justo al sur de Cowdrait. Ross, el cual ahora consta de sólo seis casas, fue una vez considerada una comunidad separada, cuando estaba al otro lado de la frontera parroquial, en la parroquia de Mordington.
Burnmouth tiene una pequeña iglesia situada a medio camino bajo el Brae (la carretera que asciende el acantilado entre el Bajo y el Alto Burnmouth). Hasta el 2005, el pueblo tenía una pequeña escuela primaria. Burnmouth tuvo dos pubs - The Flemington Inn y The Gulls Nest (ahora llamado el First and Last) - los cuales estaban situados uno al lado del otro, adyacentes a la carretera A1. El Flemington Inn tenía señales en el norte y sur anunciando a los conductores que aquel pub era "La última posada de Escocia" y "La primera posada de  Escocia". En febrero del 2006 el Flemington fue devorado por el fuego y el edificio más tarde derribado.
Burnmouth es anfitriona de una carrera de bici anual, conocida como la "Brae Race" la cual tiene lugar cada mayo. La carrera consta de la carretera empinada que asciende el acantilado del Bajo al Alto Burnmouth.